# قشري معدني

ألدوستيرون

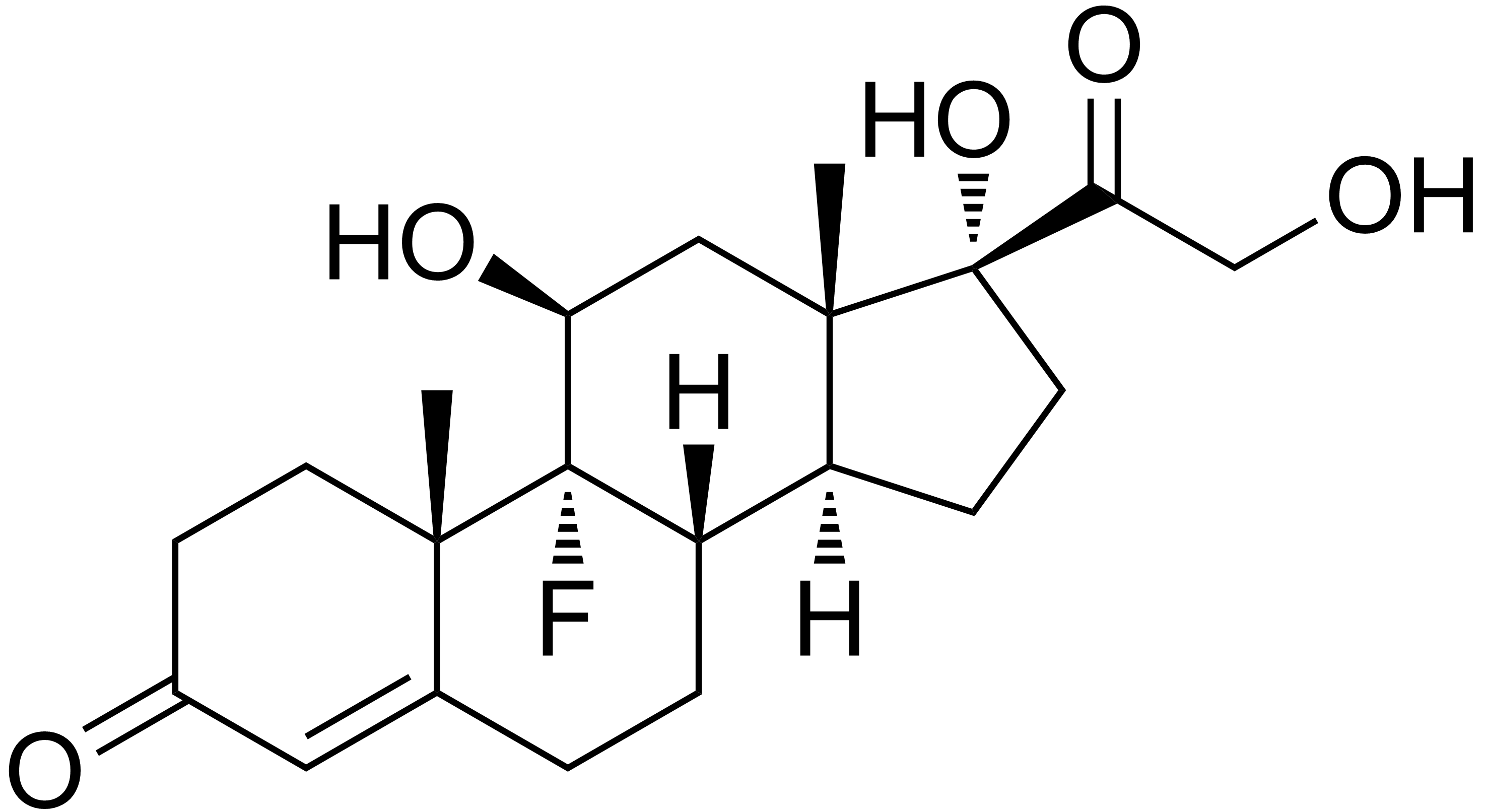
فلودروكورتيزون

ديوكسي كورتيكوستيرون

الهرمونات القشرية المعدنية أو القشرانيات المعدنية (بالإنجليزية: Mineralocorticoids)‏ هي صنف من الكورتيكوستيرويدات (أو الستيرويدات القشرية) والتي هي صنف من الهرمونات الستيرويدية.
القشرانيات المعدنية هي كورتيكوستيرويدات ترتبط بمستقبل القشرانيات المعدنية للقشرانيات المعدنية دور في توازن السوائل والكهارل. ويعد الألدوستيرون من أهم القشرانيات المعدنية، وهو يُنتج من المنطقة الكبيبية في قشرة الكظرية وإطلاقه يحفز بواسطة أنجيوتنسين-2 بشكل رئيسي بالإضافة للهرمون الموجه لقشر الكظر وكذلك مستويات البوتاسيوم.

## علم الأدوية
يعد الفلودروكورتيزون من أبرز القشرانيات المعدنية المصطنعة. أما من مثبطات القشرانيات المعدنية المهمة فهي سبيرونولاكتون وإبليرينون.

## أمثلة على بعض الستيرويدات
مقارنة الفاعلية الدوائية للستيرويدات

| الاسم                         | الفاعلية القشرانية السكرية                                          | الفاعلية القشرانية المعدنية | مدة التأثير (عمر النصف (t1/2) بالساعات) |
| ----------------------------- | ------------------------------------------------------------------- | --------------------------- | --------------------------------------- |
| كورتيزول (هيدروكورتيزون)      | 1                                                                   | 1                           | 8                                       |
| كورتيزون                      | 0.8                                                                 | 0.8                         | فموي 8، عضلي: 18+                       |
| بريدنيزون                     | 3.5-5                                                               | 0.8                         | 16-36                                   |
| بريدنيزولون                   | 4                                                                   | 0.8                         | 16-36                                   |
| ميثيل بريدنيزولون             | 5-7.5                                                               | 0.5                         | 18-40                                   |
| ديكساميتازون                  | 25-80                                                               | 0                           | 36-54                                   |
| بيتاميتازون                   | 25-30                                                               | 0                           | 36-54                                   |
| تريامسينولون                  | 5                                                                   | 0                           | 12-36                                   |
| بكلوميتازون                   | 8 بخات 4 مرات في اليوم تعادل 14 ملغ فموية من بريدنيزون مرة في اليوم | -                           | -                                       |
| أسيتات الفلودروكورتيزون       | 15                                                                  | 200                         | 24                                      |
| أسيتات الديوكسي كورتيكوستيرون | 0                                                                   | 20                          | -                                       |
| ألدوستيرون                    | 0.3                                                                 | 200-1000                    | -                                       |